# Carlos Roberto Flores
Carlos Roberto Flores Facussé (Tegucigalpa, 10 maart 1950) is een Hondurees politicus. Van 27 januari 1998 tot 27 januari 2002 was hij president van Honduras.

## Biografie

### Achtergrond
Flores is de zoon van de journalist Oscar Flores Midence en Margarita Facussé de Flores die van Palestijnse afkomst is. Flores heeft een zuster, Celsa Flores, een artieste. Hij bezocht de Amerikaanse School in Tegucigalpa en studeerde hierna aan de Louisiana State University in de Verenigde Staten van Amerika. Hij promoveerde in de technische bouwkunde. Later studeerde hij ook af in de internationale economie en financiën aan dezelfde universiteit.
Carlos Roberto Flores keerde na zijn studies naar Honduras terug en werkte zowel in de private sector als in de overheidssector. Zo werkte hij o.a. voor de Hondurese Centrale Bank en het Instituut voor Sociale Zekerheid. Ook was hij hoogleraar aan de Universidad Nacional Autonoma de Honduras in Tegucigalpa en de Escuela Superior de Centroamericana.

### Politicus
In de jaren 70 werd Flores politiek actief en sloot zich aan bij de Liberale Partij van Honduras (Partido Liberal de Honduras). Hij werd voor het departement Francisco Morazán in het Nationaal Congres (Congreso Nacional) gekozen. In een later stadium was hij fractievoorzitter van de PLH. In 1979 richtte hij de liberale krant La Tribuna op.
Flores was van 1982 tot 1984 minister en in december 1988 won hij de interne partijverkiezingen van de PLH en werd hiermee de liberale kandidaat voor het presidentschap. Bij de presidentsverkiezingen van november 1989 werd Flores echter verslagen door zijn rivaal van de Nationale Partij van Honduras (Partido Nacional de Honduras), Rafael Callejas, die 51% van de stemmen kreeg.

## President van Honduras
Van 1994 tot 1998 was hij voorzitter van het Nationaal Congres. In 1997 won hij opnieuw de interne presidentsverkiezingen van de PLH en werd hij opnieuw presidentskandidaat. Hij won de presidentsverkiezingen van 30 november 1997 en kreeg 51% van de stemmen en versloeg zijn rivale, mevr. Nora Melgar Castro van de PNH. Op 27 januari 1998 werd hij als president van Honduras geïnaugureerd.
Tijdens het presidentschap van Flores werd Honduras getroffen door een van de ergste natuurramp in haar geschiedenis: de Orkaan Mitsch (Huracán Mitch) die in het eerste jaar van het presidentschap van Flores toesloeg. Mitch doodde duizenden mensen en verwoestte het land, waardoor de Hondurese economie ineenstortte. Na Mitch zette president Flores zich in voor internationale fondsenwerving, die heel succesvol bleek. Vele landen doneerden geld en Flores leende flink wat geld bij internationale organisaties, zoals de Wereldbank. Met het geld werd wegen en landbouw- en industriële gebieden hersteld. Flores volgde de financiële richtlijnen van de internationale organisaties nauwgezet op, zoals voorgeschreven door de Wereldbank en het IMF om een verdere economische en financiële misère te voorkomen.
President Flores perkte tijdens zijn presidentschap de macht van het leger verder in. Dit stuitte aanvankelijk op verzet binnen legerkringen en in 1999 werd een samenzwering verijdeld. Flores benoemde een goede vriend en vertrouweling, kolonel Daniel López, in juni 1999 tot chef van de generale staf. Kolonel López was een pleitbezorger van het hervormingsbeleid van de president en hij stuurde een aantal hoge officieren met vervroegd pensioen.
In 1998 creëerde Flores het ministerie voor Staatsveiligheid dat tot doel had de criminaliteit van bendes tegen te gaan en de sociale orde te beschermen.
Flores' pogingen om het nationale elektriciteitsbedrijf en het telecommunicatiebedrijf te privatiseren stuitte op fel verzet onder de werknemers van deze bedrijven en leidde in 2000 tot stakingen. De privatisering ging uiteindelijk niet door vanwege gebrek aan belangstelling in het buitenland.
Op 27 januari 2002 werd Flores opgevolgd door Ricardo Maduro van de PNH, die eind 2001 de presidentsverkiezingen had gewonnen.